# Vjačeslav Volodin
Vjačeslav Viktorovič Volodin (in russo Вячесла́в Викторович Воло́дин?; Alekseevka, 4 febbraio 1964) è un politico russo, presidente della Duma di Stato dal 5 ottobre 2016.
Ex assistente del presidente Vladimir Putin, ex segretario generale del partito Russia Unita, è stato deputato alla Duma di Stato dal 1999 al 2011 e dal 2016 ad oggi. Dal 2010 al 2012 è stato Vice Primo Ministro della Russia. È anche un ex primo vice capo di stato maggiore dell'amministrazione presidenziale della Russia.
Ha il grado civile di Consigliere di Stato effettivo della Federazione Russa di 1ª classe.
Volodin ha progettato la svolta conservatrice di Putin nel suo terzo mandato.

## Biografia
Volodin è nato il 4 febbraio 1964 nel villaggio di Alexeyevka, distretto di Khvalynsky, Oblast' di Saratov, in una famiglia numerosa. Suo padre era il capitano della flotta fluviale; morì all'età di 51 anni nel 1969. Dopo la morte del padre, fu allevato dal patrigno. Sua sorella è una dipendente di una società di consulenza e suo fratello è un pensionato militare. Tutti loro, secondo lo stesso Volodin, vivono nell'Oblast di Saratov. Sua madre si è laureata al Saratov Pedagogical College. Dopo aver completato gli studi, rifiutò un incarico di lavoro a Leningrado e rimase nella sua regione natale, perché non voleva lasciare sola la sua anziana madre. Ha lavorato come insegnante di scuola elementare in una scuola rurale.
Volodin si è laureato in ingegneria meccanica presso la Facoltà di organizzazione e tecnologia dell'Istituto di meccanizzazione dell'agricoltura di Saratov nel 1986, seguito da una laurea in giurisprudenza presso l'Accademia dei servizi statali russi sotto il Presidente della Federazione Russa nel 1995 e un dottorato di ricerca in giurisprudenza presso l'Istituto di San Pietroburgo del Ministero dell'Interno nel 1996 con una tesi intitolata: "Un'entità costituente russa: problemi di potere, processo legislativo e amministrazione". Ha lavorato anche come docente e assistente professore
Nel 1990 è stato eletto membro della Duma della città di Saratov. Dal 1992, Volodin è stato vice del capo dell'amministrazione di Saratov, dal 1994 vice presidente della Duma dell'Oblast di Saratov e nel 1996 è stato nominato vice governatore della regione di Saratov.
Nelle elezioni legislative russe del 1999, è stato candidato del blocco politico Patria – Tutta la Russia. Dopo essere stato eletto Volodin divenne vicepresidente della terza Duma di Stato, e dal settembre 2001 fu a capo della Patria – Tutta la Russia.

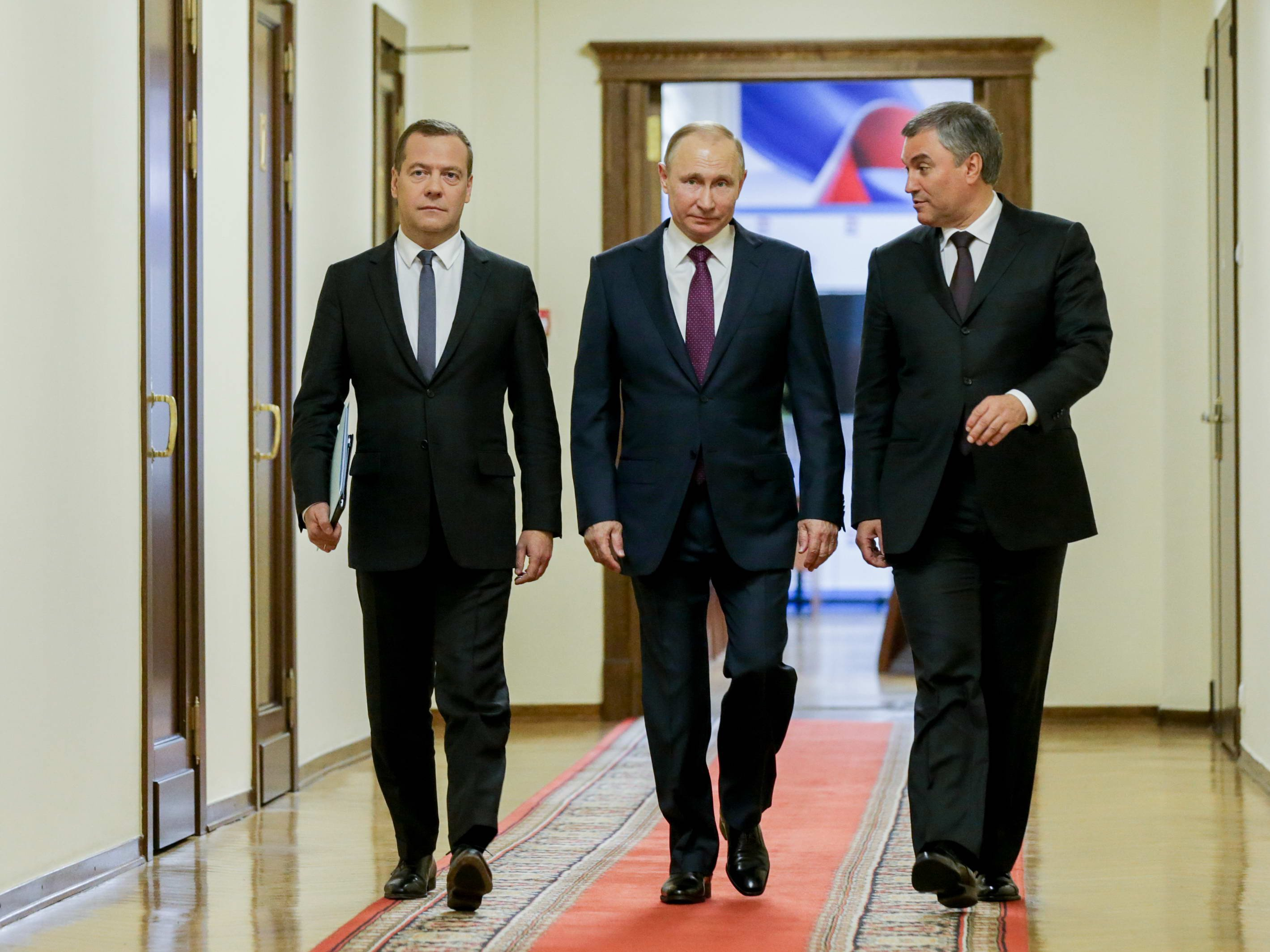
Volodin (a destra) insieme al presidente Vladimir Putin e al primo ministro Dmitrij Medvedev nel 2018

Nel 2003, si candidò per un seggio nella quarta Duma di Stato e fu eletto deputato dalla circoscrizione di Balakovo, Oblast' di Saratov. Nella quarta Duma di Stato è stato nuovamente vicepresidente e nominato primo vice capo della frazione del partito di governo Russia Unita, fondato nel 2001. Dal 2005 è segretario generale del partito del suo Presidium del Consiglio. Nel 2007 è stato eletto alla Duma di Stato russa nella sua quinta sessione. Fino all'ottobre 2010 è stato ancora una volta vice del presidente della Duma.
Il 21 ottobre 2010 è stato nominato Vice Primo Ministro sotto Dmitry Medvedev. così come – dopo le dimissioni di Sergey Sobyanin in seguito alla sua approvazione al sindaco di Mosca – capo di stato maggiore dell'ufficio esecutivo presidenziale.
A causa delle proteste della Rivoluzione delle Nevi contro i risultati delle elezioni legislative russe del 2011 organizzate da diverse persone, tra cui Aleksej Naval'nyj, che ha utilizzato i blog di Facebook, Twitter e LiveJournal per organizzare gli eventi, Volodin, che all'epoca era Vice Primo Ministro e in seguito è diventato il primo vice Primo Vice Capo di Stato Maggiore dell'Amministrazione Presidenziale della Russia e responsabile della politica interna, è stato incaricato di contrastare questi tentativi e ha iniziato a frenare Internet utilizzando Prisma (russo: «Призма») che "tiene traccia attivamente delle attività dei social media che si traducono in un aumento della tensione sociale, condotta disordinata, sentimenti di protesta ed estremismo" monitorando in tempo reale le discussioni dei manifestanti su blog e social network ed eseguendo il monitoraggio dei social media che in seguito ha portato alla creazione del Agenzia di ricerca su Internet.
Il 28 aprile 2014, a seguito del referendum sullo status di Crimea, il Tesoro degli Stati Uniti ha inserito Volodin nella Specially Designated Nationals List (SDN), una lista di individui sanzionati come "membri della cerchia ristretta della leadership russa". Le sanzioni congelano tutti i beni che detiene negli Stati Uniti e gli vietano di entrare negli USA.
Il 12 maggio 2014, Volodin è stato aggiunto all'elenco delle sanzioni dell'Unione europea a causa del suo ruolo nella crisi della Crimea del 2014. Gli è vietato l'ingresso in paesi dell'UE e i suoi beni nell'UE sono stati congelati.
Dal 2009, ha scritto oltre 50 pubblicazioni scientifiche ed è il capo della Scuola di gestione statale dell'Università di Mosca.

### Presidente della Duma di Stato
Dopo le elezioni legislative del 2016, il precedente presidente della Duma di Stato, Sergey Naryshkin, è stato nominato direttore del Foreign Intelligence Service. Il 23 settembre 2016, il presidente Vladimir Putin ha proposto alla Russia Unita di nominare Volodin alla carica di presidente della Duma di Stato. Il leader della maggioranza Vladimir Vasilyev ha detto che la fazione russia unita sosterrà la candidatura di Volodin. La candidatura di Volodin è stata anche sostenuta dalla fazione del Partito Liberal Democratico e una Russia Giusta. Il 5 ottobre viene eletto presidente della Duma di Stato, ha ricevuto 404 voti. Il suo unico rivale era il comunista Dmitry Novikov, che ha ricevuto 40 voti.
Nel 2021 è stato nuovamente nominato alla presidenza dell'ottava legislatura della Duma di Stato. La sua candidatura fu nuovamente appoggiata dal Partito Liberal Democratico e da Una Russia Giusta – Per la Verità. L'unico oppositore di Volodin era di nuovo il candidato del Partito Comunista Dmitry Novikov. Il 12 ottobre, Vyacheslav Volodin fu rieletto presidente della Duma di Stato, ricevendo 360 voti.

## Vita privata
Volodin ha una figlia e due figli.